# Dd (digramme)
Cette page contient des caractères spéciaux ou non latins. S’ils s’affichent mal (▯, ?, etc.), consultez la page d’aide Unicode.
Pour les articles homonymes, voir DD.
Dd (minuscule dd) est un digramme de l'alphabet latin composé de deux D. 

## Linguistique
- En gallois, le digramme ‹ dd › se prononce [ð]. Il est considéré comme lettre à part entière et est placée entre le D et le E.

## Représentation informatique
Comme la majorité des digrammes, il n'existe aucun encodage de ‹ dd › sous un seul signe, il est toujours réalisé en accolant deux D.

### Unicode
Les caractères Unicode utilisables pour former ce digramme sont :
- Capitale DD : U+0044 U+0044
- Majuscule Dd : U+0044 U+0064
- Minuscule dd : U+0064 U+0064